# Ben Woodside
Benjamin Michael Woodside, detto Ben (Albert Lea, 1º luglio 1985), è un ex cestista statunitense naturalizzato georgiano.

## Palmarès
- Semaine des As: 1

Gravelines: 2011